# Izoterma
Az izoterma egy grafikonban, diagramban az állandó hőmérsékletű pontokat összekötő görbe (szintvonal). Az ábra lehet egy közeg termodinamikai jellemzői (nyomás, fajtérfogat, entalpia, entrópia) összefüggéseit ábrázoló diagram, egy nem egyenletes hőmérsékletű gépalkatrész hőmérséklet eloszlása vagy egy meteorológiai térkép. A termodinamikában egy izoterm (állandó hőmérséklet mellett lezajló) folyamat az állapotjelzők diagramján egy izoterma mentén ábrázolható. 

Európa középhőmérsékleti izotermái
Izotermák a vízgőz i-s diagramjában amerikai mértékegységekben
Egy izoterm folyamat munkája a p-v diagramban
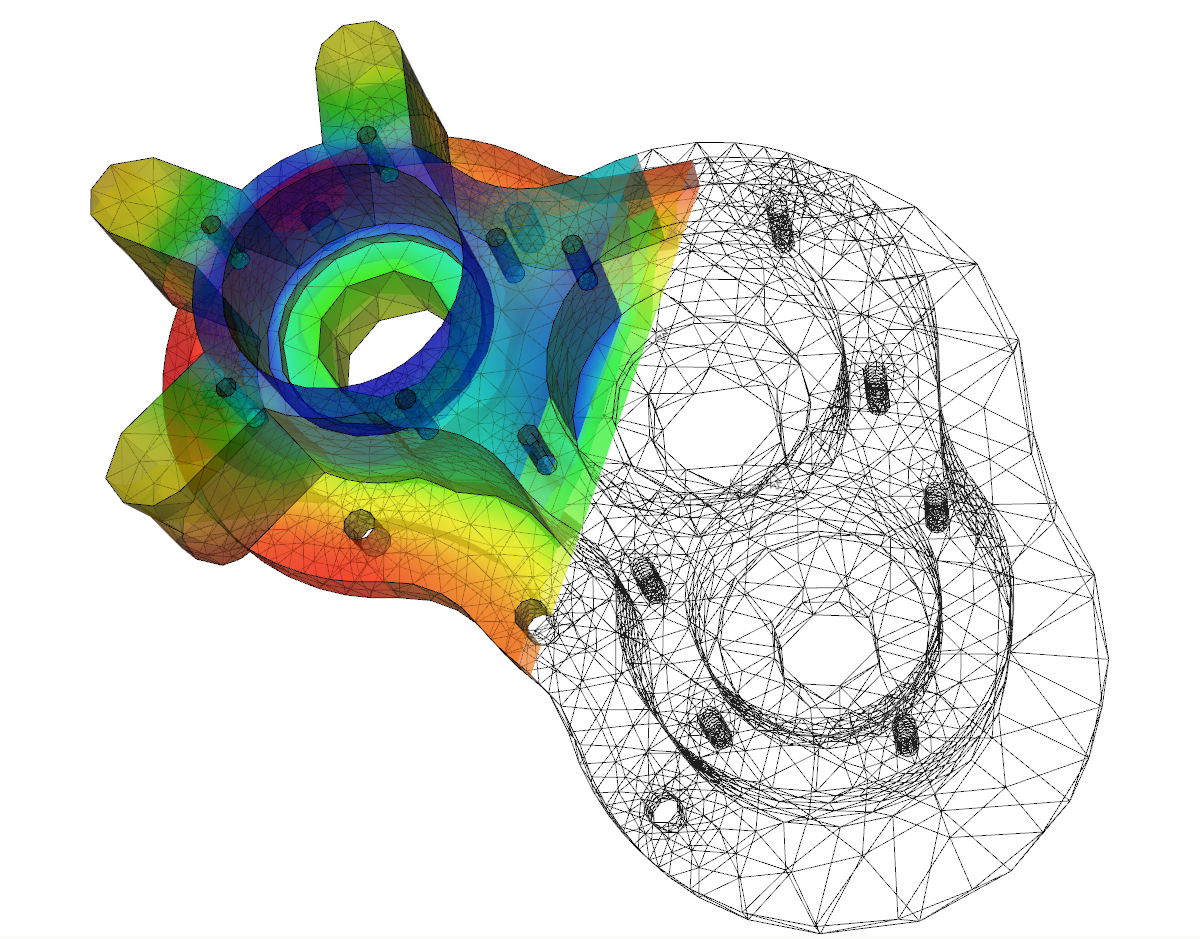
Egy alkatrész hőmérséklet eloszlásának számítógépes modellje. Az azonos színű pontok azonos hőmérsékletet jelölnek és egy izotermán vannak
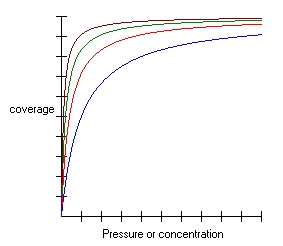
Egy felület által megkötött gázrészecskék mennyisége (a felület borítottsága) a nyomás függvénye, ezt állandó hőmérsékleten az adszorpciós izotermák írják le

A meteorológiában az izotermák görbe felületek, amelyek mentén mindenhol azonos a hőmérséklet. Ez a felület nem mindig követi a terep felszínét. A napsugárzás (besugárzottság), vagy a kisugárzás következtében igen változatos a felület alakja.

## Elnevezése
A szó görög eredetű, az ισος (állandó) és a θερμη (hő) szavakból származik.